# Serra Dourada
Serra Dourada este un oraș în statul Bahia (BA) din Brazilia.